# Joseph Smith III
Pour les articles homonymes, voir Joseph Smith (homonymie) et Smith.
Joseph Smith III (6 novembre 1832 - 10 décembre 1914) était le fils aîné de Joseph Smith, fondateur du mormonisme. Joseph Smith III fut le premier président de l'Église Réorganisée de Jésus-Christ des Saints des Derniers Jours, connue actuellement sous le nom de Communauté du Christ, en opposition à Brigham Young, le président de l'Église de Jésus-Christ des saints des derniers jours et successeur de son père.
Contrairement à l'Église youngiste, Smith III interdit le mariage plural et la polygamie et met en place la doctrine de la succession linéaire, qui fait que la présidence se transmet de façon héréditaire.
À sa mort en 1914, c'est son fils, Frederick M. Smith, qui lui succède à la présidence de la Communauté.

## Biographie

### Enfance

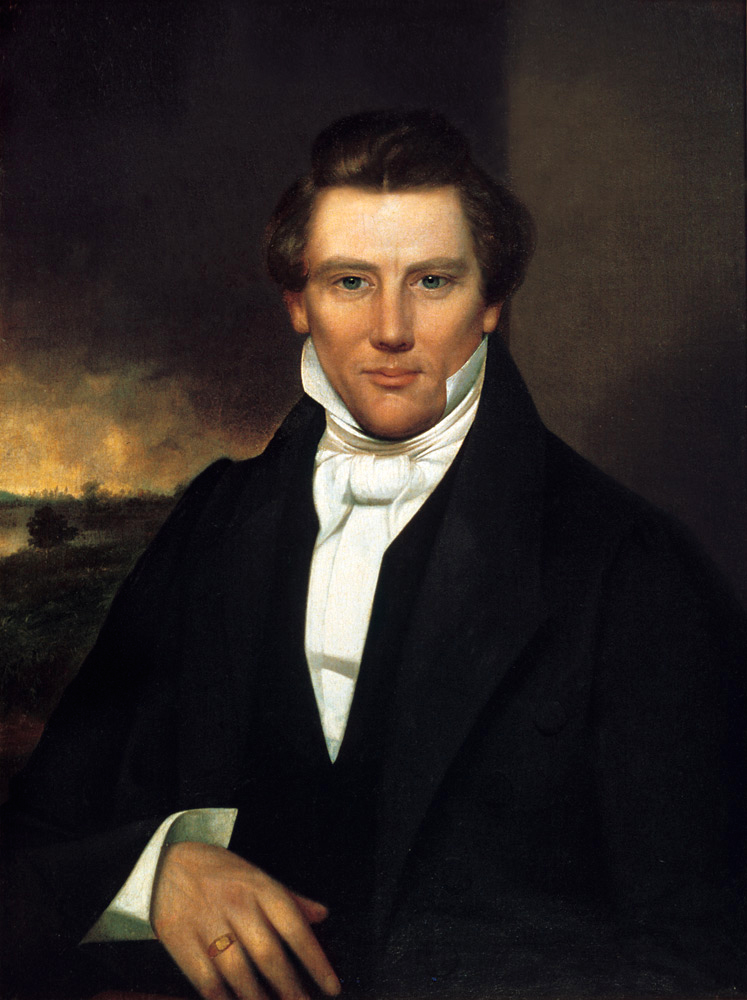
Joseph Smith Jr, père de Smith III et fondateur du mormonisme.

Joseph Smith III est né à Kirtland dans l’Ohio le 6 novembre 1832. Il est le fils de Joseph Smith Jr., fondateur du mormonisme, et d’Emma Hale Smith. Il déménage avec ses parents à Far West dans le Missouri en 1838 où son père se fait finalement arrêter à la suite du conflit entre les habitants et les immigrants mormons. Le jeune Joseph reçoit plusieurs fois l’autorisation de visiter son père en prison et l’apôtre Lyman Wight prétend qu’à une de ces occasions, Joseph Smith Jr. aurait posé les mains sur la tête de son fils, lui disant « Tu seras mon successeur quand je partirai ». Tandis que son père est encore emprisonné en 1839, Joseph III quitte le Missouri avec sa mère pour s’établir à Quincy (Illinois) avant de gagner Nauvoo (Illinois) que son père finit par rejoindre également.
À Nauvoo, les mormons créent une milice connue sous le nom de Légion de Nauvoo. Peu après, 500 jeunes garçons créent leur propre version de la milice et Joseph III devient leur général. Ils adoptent pour devise « Nos pères nous respecterons, nos mères nous protégerons ».
D’après certains témoignages, Joseph III reçut une ordination particulière lors d’un conseil de l’Église dans la Red Brick Store, la résidence de Joseph Smith à Nauvoo. À cette réunion auraient assisté plusieurs hauts dirigeants de l’Église, comme Hyrum Smith, John Taylor, Newel K. Whitney, Willard Richards et W. W. Phelps. Joseph Smith aurait installé son fils sur une chaise et Whitney aurait oint sa tête d’huile. Ensuite, Joseph Smith l’aurait ordonné comme « prophète, voyant et révélateur » afin de lui succéder. Ce récit est cependant contesté par l'Église de Jésus-Christ des saints des derniers jours qui y voit tout au plus une bénédiction et non une désignation.
Lorsque Joseph Smith est assassiné en 1844 à Carthage (Illinois), Joseph III n’a que 11 ans. Bien que certains membres de l’Église considèrent qu’il doit succéder à son père, son jeune âge rend la chose impossible. La crise de succession verra Brigham Young prendre en main la direction de l’Église. La relation entre celui-ci et la mère de Joseph III, Emma Hale Smith, se dégrade rapidement et cette dernière refuse de le suivre. En 1847, Emma épouse en secondes noces Lewis Bidamon. Joseph III étudie le droit et épouse Emmeline Griswold en 1856.

### Réorganisation de l'Église
Après la mort de Joseph Smith, la majorité des membres de l'Église suit Brigham Young jusqu’en Utah, tandis qu’une minorité importante suit James J. Strang. Il subsiste également plusieurs congrégations en Illinois et au Missouri qui refusent l’autorité de l’un comme de l’autre. Celles-ci sont particulièrement hostiles à la polygamie encouragée par Brigham Young. Elles seront rejointes par des mécontents du mouvement de Strang quand celui-ci pratiquera également la polygamie.
L’idée de lancer une nouvelle organisation fait alors son chemin parmi ces congrégations. Joseph Smith III est alors pressenti comme dirigeant de ce futur mouvement. Il reçoit plusieurs visites de délégations lui demandant d’accepter la présidence mais il la décline régulièrement, affirmant attendre d’être inspiré par Dieu en ce sens. Finalement, en 1860, Joseph Smith III affirme avoir reçu la confirmation divine et est ordonné président du mouvement le 6 avril 1860 à Amboy (Illinois). Celui-ci sera connu comme l'Église Réorganisée de Jésus-Christ des Saints des Derniers Jours, connue actuellement sous le nom de Communauté du Christ.

### Président de l'Église

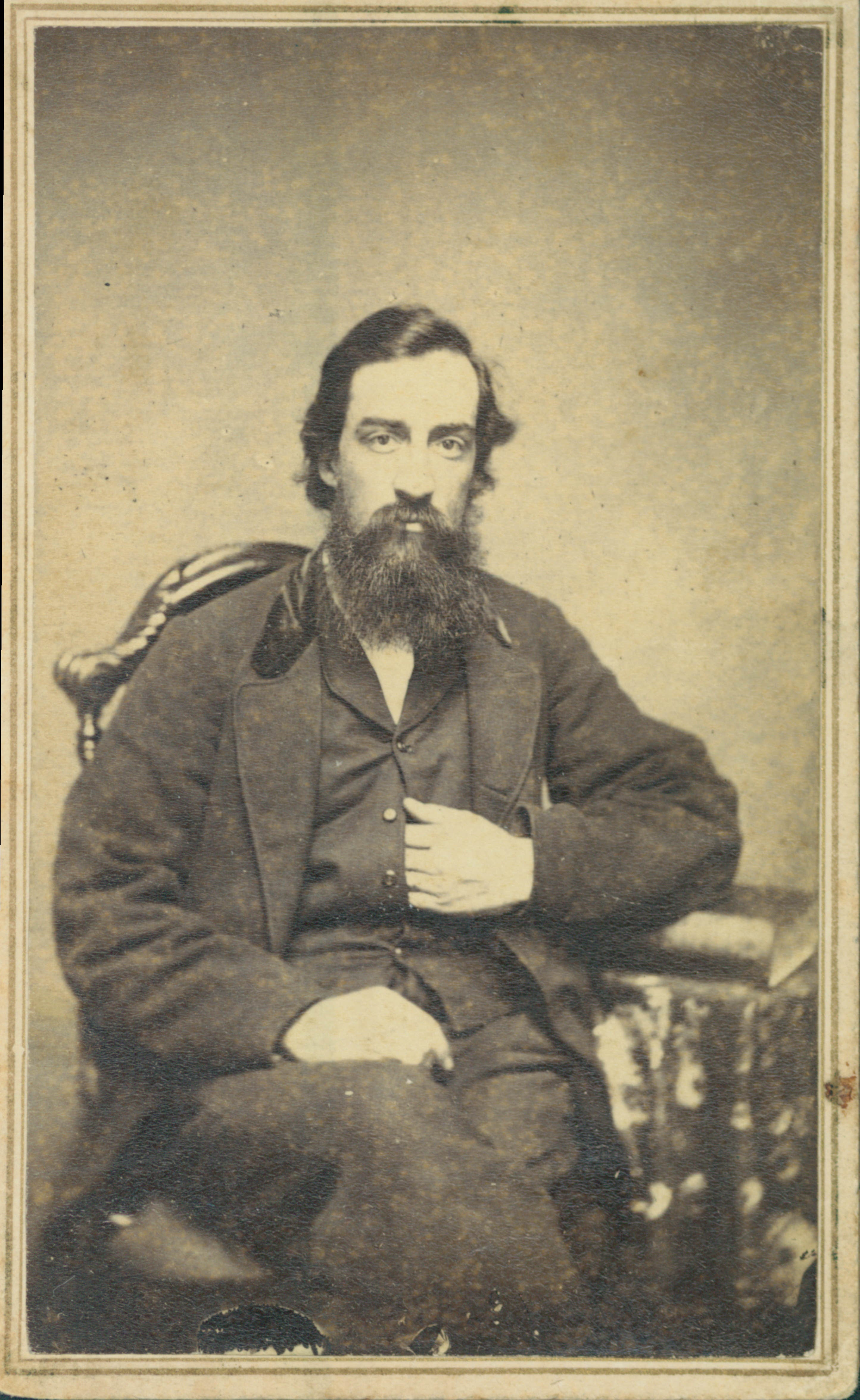
Photographie de Smith III.

De nombreux membres de la nouvelle organisation étaient des personnes s’étant distancées de l’Église en raison de l’évolution théocratique de Joseph Smith à la fin de sa vie qu’ils jugeaient comme source d’excès. Ils avaient également refusé de suivre Brigham Young qui semblait vouloir poursuivre dans la même voie en Utah. Par ailleurs, ils rejetaient généralement les enseignements tardifs de Joseph Smith au sujet de la pluralité des dieux, de l’exaltation, de la polygamie et du baptême pour les morts.
Face à cette situation, Joseph Smith III décide d’adopter une voie médiane, ce qui lui vaut d’être surnommé « prophète pragmatique » par son biographe. Sans rejeter officiellement les derniers enseignements de Joseph Smith, il affirme qu’ils ont été mal compris, mal transcrits et qu’ils ne sont pas essentiels. Par ailleurs, il affirme régulièrement au cours de sa vie que la doctrine de la polygamie n’a pas été édictée par son père mais qu’elle est une invention de Brigham Young.
Dans les années 1860 et 1870, Joseph Smith III se met à rebâtir la structure de l’Église avec une nouvelle Première Présidence, un Collège des Douze Apôtres, sept Collèges des Soixante-Dix et un Épiscopat Président. Il nomme William Marks comme son premier conseiller. Après la mort de ce dernier, il désigne W. W. Blair et son frère David Hyrum Smith comme conseillers dans la Première Présidence.
En 1866, il déménage à Plano (Illinois) où l’imprimerie de l’Église a été installée. Il prend la direction éditoriale de l’organe du mouvement, le Saint’s Herald. Plano devient alors le quartier général de l’Église. Pendant ce temps, certains membres établissent une colonie à Lamoni (Iowa) où ils tentent d’établir une économie communautaire appelée Loi de Consécration (ou Ordre d’Énoch). En 1881, Joseph Smith III déménage à Lamoni qui devient le nouveau quartier général du mouvement. Bien que la pratique de la Loi de Consécration soit finalement abandonnée, la ville continue à croître. L’Église y établit un collège qui deviendra par la suite l’Université de Graceland.

### Retour à Sion
Les mormons avaient été chassés en 1839 de la ville d’Independance que Joseph Smith avait désignée comme centre de la future Sion. Les membres de l’Église réorganisée y retournent et s’y installent peu à peu. Joseph Smith III s’y établit également en 1906, à l’âge de 73 ans, laissant son fils aîné Frederick M. Smith diriger de fait l’Église depuis Lamoni.
Finalement, le 10 décembre 1914, à l’âge de 82 ans, Joseph Smith III meurt chez lui des suites d’une crise cardiaque.